# Adalhard (Karolinger)
Adalhard (* wohl 752; † 2. Januar 826) war ein Sohn des Karolingers Bernhard, des unehelichen Sohns Karl Martells, und einer Fränkin.
Er wurde 772 Mönch, war dann 781 bis 814 und ab 821 Abt von Corbie, ab 822 auch erster Abt von Corvey im Weserbergland. In den Jahren dazwischen wurde er verbannt nach Noirmoutier. Während seiner Verbannung in die Abtei Noirmoutier amtierte als sein Nachfolger in der Abtei Corbie Abt Adalhard II., der im Jahre 815 das Kloster Hethis gründete, dessen Standort in der Nähe von Neuhaus vermutet wird und das bereits im Jahre 822 nach Corvey verlegt wurde.
Eine von Adalhard unterzeichnete Urkunde ist das älteste bekannte Dokument, in dem die Verwendung von Hopfen beim Bierbrauen erwähnt wird.
Adalhard wurde 1024 heiliggesprochen, sein Gedenktag ist der 2. Januar.